# Институт археологии НАН Украины
Институ́т археоло́гии НАН Украи́ны (укр. Інститут археології НАН України) — научное археологическое учреждение Украины в составе Национальной академии наук.

## История
История института начинается весной 1919 года, когда при Академии наук Украины была создана Комиссия по укладке археологической карты Украины. В 1921 году она была преобразована в Археологическую комиссию УАН. 6 февраля 1922 года учреждение было переименовано в Археологический комитет при историко-филологическом отделении ВУАН. В 1924 году был создан Всеукраинский археологический комитет (ВУАК). В 1934 году на базе ВУАК был создан Институт истории материальной культуры АН УССР, а в 1938 году он получил название «Институт археологии АН Украины». Нынешнее название институт носит с 1 мая 2001 года.
В разные годы институтом выпускались различные научные издания. Так, с 1949 по 1963 годы печаталась серия «Археологические памятники УССР», помещавшая научные отчёты и материалы полевых археологических исследований, а также монографии об отдельных памятниках от раннего палеолита до Киевской Руси включительно.

### Руководители
- Ф. А. Козубовский (1934—1938)
- Н. И. Ячменев (1938—1939)
- член-корр. АН УССР Л. М. Славин (1940—1941, 1944—1945)
- д.и.н. Н. Д. Полонская-Василенко (1941—1943, немецкая оккупация, и. о.)
- акад. АН УССР П. П. Ефименко (1945—1954)
- член-корр. АН УССР С. Н. Бибиков (1955—1968)
- акад. АН УССР Ф. П. Шевченко (1969—1972)
- член-корр. АН УССР И. И. Артеменко (1973—1986)
- акад. НАНУ П. П. Толочко (1987—2016)
- член-корр. НАНУ В. П. Чабай (с 2017)

## Структура института
Научная направленность института базируется на нескольких направлениях, на основе которых сформирована структура института. В Институте работают отделы:
- каменного века;
- энеолита — бронзового века;
- скифо-сарматской археологии;
- античной археологии;
- археологии ранних славян и региональных полевых исследований;
- древнерусской и средневековой археологии;
- археологии Киева;
- археологии Северо-Западного Причерноморья;
- полевых исследований и выставок;
- археологический музей.

Отдельные научно-вспомогательные подразделения Института:
- научная библиотека;
- архив;
- фонды;
- редакционно-издательская группа и служба информации.

Институт насчитывает около 200 человек, среди них 120 научных сотрудников, в том числе 1 академик НАН Украины (Пётр Петрович Толочко), 4 члена-корреспондента НАН Украины, 22 доктора наук и 83 кандидата наук.